# Angelika Mucha
Angelika Marta Mucha ps. Littlemooonster96 (ur. 20 lutego 1998 w Katowicach) – polska youtuberka, influencerka i celebrytka.

## Życiorys
Od 2012 publikuje treści w serwisie YouTube na kanale o nazwie littlemooonster96. Nagrywa głównie relacje z podróży i koncertów, filmy dotyczące stylizacji i makijażu oraz filmy, podczas których prezentuje swoje zakupy. Rozpoznawalność zdobyła w listopadzie 2016 dzięki internetowej relacji swojego spotkania z Justinem Bieberem po jego koncercie w Krakowie. Jest fanką muzyka i współautorką książki Justin Bieber. Powrót na szczyt (2016). Uczestniczyła w ósmej edycji programu Polsatu Dancing with the Stars. Taniec z gwiazdami (2018) i czwartej edycji reality show TVN Agent – Gwiazdy (2019) oraz była bohaterką reportażu w magazynie TVN Uwaga! Kulisy sławy (2019). W 2024 wygrała w duecie z Kacprem Błońskim program reality show platformy streamingowej Prime Video Good Luck Guys.
Została nagrodzona przez miesięcznik „Joy” w plebiscycie „Influencer roku” w kategorii „Lifestyle Influencer” (2019) i umieszczona w rankingu najbardziej wpływowych kobiet w polskim Internecie serwisu InluTool (2019) i najbardziej wpływowych influencerów w Polsce według miesięcznika „Forbes” (2020).